# Roma (pel·lícula de 1972)
Roma, també coneguda amb el títol de Fellini Roma, és una pel·lícula semi-autobiogràfica dirigida per Federico Fellini el 1972. La producció franco-italiana compta amb un guió mínim al llarg del qual l'únic vertader protagonista és la ciutat de Roma i està constituïda per una sèrie d'episodis amb escassa connexió entre ells, visualment molt poètics i que mostren les impressions que la capital italiana va deixar sobre el jove Fellini, acabat d'arribar de Rímini, el seu poble natal.
Va ser presentada fóra de competició a la 25a edició del Festival Internacional de Cinema de Canes.
L'actor Peter Gonzales interpreta al jove Fellini i la resta del repartiment està bàsicament format per actors desconeguts, exceptuant la compareixença d'actors com Anna Magnani, Marcello Mastroianni, Feodor Chaliapin, Jr., Alberto Sordi, Gore Vidal, John Francis Lane, Elliott Murphy i el mateix Fellini. Les escenes amb Marcello Mastroianni i Alberto Sordi van ser suprimides en còpies posteriors editades en format VHS i DVD.
Ha estat doblada al català.

## Premis i nominacions

### Nominacions
- 1973. Globus d'Or a la millor pel·lícula estrangera
- 1974. BAFTA a la millor direcció artística per Danilo Donati